# André Gaudin
André Gaudin (1875 - data de falecimento desconhecida) foi um remador francês.
André Gaudin competiu nos Jogos Olímpicos de 1900, na qual conquistou a medalha de prata no skiff simples.